# Jeziorna (dopływ Obry)
Jeziorna (Pieski Potok, Kanał, Pieski Strumyk) – rzeka na Pojezierzu Lubuskim, lewy dopływ Obry o długości 27,91 km. Wypływa z jeziora Buszenko na Pojezierzu Łagowskim, płynie przez tereny zalesione, ujście do Obry koło Bledzewa, w dolnym biegu szlak kajakowy.

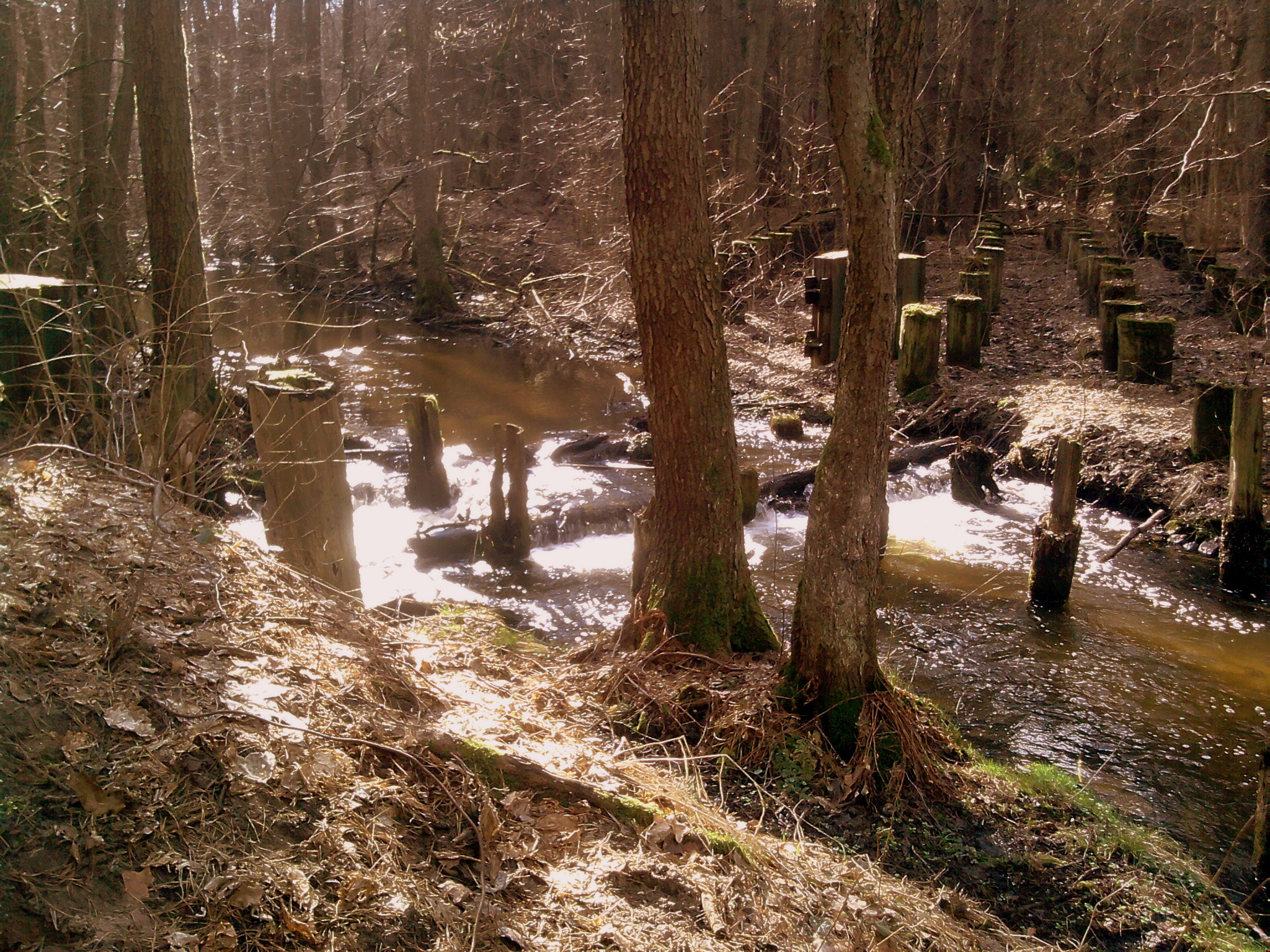
Jeziorna przecinająca zaporę przeciwpancerną należącą do MRU